# Ahaetulla
Az Ahaetulla a hüllők (Reptilia) osztályának pikkelyes hüllők (Squamata) rendjébe, ezen belül a siklófélék (Colubridae) családjába tartozó nem.

## Rendszerezés
A nembe az alábbi 6 faj tartozik ide:
- Ahaetulla dispar
- Ahaetulla fasciolata
- Ahaetulla fronticincta
- Ahaetulla mycterizans
- hosszúorrú ostorkígyó (Ahaetulla nasuta)
- Ahaetulla perroteti
- hagymazöld ostorkígyó (Ahaetulla prasina)
- Ahaetulla pulverulenta